# Notar
Notar je oseba imenovana s strani države, ki opravlja javno pravno službo kot svoboden poklic. Notarji so strokovno usposobljeni za sestavljanje javnih in zasebnih listin, zagotavljanje pravne varnosti pri različnih pravnih poslih, nepristransko in objektivno pravno svetovanje za vse udeležence konkretnega pravnega posla, hrambo listin, vrednostnih papirjev in denarja. Poklic notarja lahko glede na slovensko zakonodajo opravlja diplomiran pravnik z opravljenim pravniškim državnim izpitom in najmanj petletnimi praktičnimi delovnimi izkušnjami.